# Hongrie aux Jeux olympiques d'été de 2004
La Hongrie participe aux Jeux olympiques d'été de 2004 à Athènes. Il s'agit de leur 23e participation à des Jeux d'été.
La délégation hongroise, composée de 209 athlètes, termine treizième du classement par nations avec 17 médailles (8 en or, 6 en argent et 3 en bronze).